# آکسپو
آکسپو (انگلیسی: Axpo Holding) شرکت انرژی سوئیسی است، که در سال ۲۰۰۱ تأسیس شد.